# Chaetodon dolosus
Chaetodon dolosus is een  straalvinnige vissensoort uit de familie van koraalvlinders (Chaetodontidae). De wetenschappelijke naam van de soort is voor het eerst geldig gepubliceerd in 1923 door Ahl.
De vis is gemiddeld 15 cm groot en leeft op riffen op een diepte tussen 8 en 200 m.
De vis komt voor in de westelijke Indische Oceaan, van Somalië tot Natal en langs de kust van Madagaskar.
De soort staat op de Rode Lijst van de IUCN als niet bedreigd, beoordelingsjaar 2009. De omvang van de populatie is volgens de IUCN stabiel.